# Дантек, Ронан
Ронан Дантек (фр. Ronan Dantec) — французский политик, сенатор от департамента Атлантическая Луара.

## Биография
Ронан Дантек родился 5 августа 1963 года в городе Брест (департамент Атлантическая Луара). Ветеринар по образованию, он стал работать в сфере культуры и массовых коммуникаций. Является автором многочисленных выставок и книг по истории народных традиций и эволюции представлений. В 1987 году стал одним из учредителей радио  Alternantes FM в Нанте. 
В 2001 году Ронан Дантек вошел в левый список Жана-Марка Эро на муниципальных выборах в городе Нант и после победы на выборах получил пост вице-мэра по Нанта и вице-президента метрополии Нант по вопросам охраны окружающей среды и устойчивого развития, вступил в партию «Европа Экология Зелёные». Он возглавлял разработку экологической программы развития города в XXI веке и успешно представлял кандидатуру Нанта на звание Зеленой столицы Европы (лауреат 2013 года). В 2017 году он вышел из состава муниципального совета, но в 2020 году вернулся в него, войдя под вторым номером в левый список мэра Жоанны Роллан.
В сентябре 2011 года был третьим в списке левых на выборах сенаторов от департамента Атлантическая Луара. Левый список победил и завоевал три мандата, один из которых достался Дантеку. В Сенате стал членом фракции экологов и заместителем председателя комиссии по планированию территорий и устойчивому развитию. Был докладчиком двух законопроектов, внесенных парламентской группой экологов и принятых Сенатом: о создании Высшего органа научной экспертизы и предупреждения в области здравоохранения и окружающей среды (т.н. закон «О защите осведомителей» и об улучшении регулирования использования фитосанитарных продуктов на территории страны (т.н. «Закон о нулевом фито»).
Ронан Дантек также активно занимается вопросами энергетической политики. В период с февраля по июль 2012 года он был членом сенатской комиссии по расследованию фактических затрат на электроэнергию с целью определения их распределения между различными экономическими субъектами, подчеркнув в своем выступлении от имени группы экологов, что фактическая стоимость мегаватт-часа электроэнергии ядерного происхождения, включая все расходы, составляет порядка 75 евро, что значительно выше официального тарифа и находится на том же уровне, что и у ветряных установок.
В период с декабря 2012 года по июль 2013 года Ронан Дантек был членом национального комитета по вопросам энергетического перехода и председателем рабочей группы по вопросам управления, которая, в частности, подготовила предложения о создании Высшего совета по вопросам энергетического перехода и об укреплении роли территориальных органов власти в процессе этого перехода. Является членом Национального совета по экологическому переходу (CNTE) и председателем специальной комиссии по оценке воздействия глобального потепления во Франции и заморских территориях.
С 2007 года Ронан Дантек активно участвует в международных переговорах по изменению климата: он является председателем экологической комиссии Ассоциации франкоязычных коммун и регионов Европы, председателем рабочей группы по климату Ассоциации европейских городов Eurocities. 
В сентябре 2017 года на очередных выборах сенаторов от департамента Атлантическая Луара Ронан Дантек не стал объединяться с социалистами и возглавил собственный альтернативный левый список. Этот список стал третьим и получил одно место в Сенате, благодаря чему Дантек сохранил свой мандат.

## Занимаемые выборные должности
03.2001 — 10.2017 — вице-мэр города Нант

с 01.10.2011 — сенатор от департамента Атлантическая Луара 

с 28.06.2020 — член муниципального совета города Нант